# ハートの確率
「ハートの確率」（ハートのかくりつ）は、blue dropsの2枚目のシングル。2010年11月10日に日本コロムビアから発売された。

## 概要
前作「Ring My Bell」同様、吉田仁美とイカロス（早見沙織） により結成されたユニット・blue dropsが、テレビアニメ『そらのおとしものf』の主題歌を歌っている。
表題曲には吉田バージョンとイカロスバージョンが収録されているが、カップリングはピアノとInstrumentalのみとなっている。ジャケットには、イカロス、ニンフ、アストレアのイラストがプリントされている。
初回限定盤にはノンクレジットOPと予告編に加え、吉田仁美と早見沙織のオーディオコメンタリーを収録したDVDが同梱されている。

## 収録曲
1. ハートの確率（Main Vocal Hitomi） [4:16]
作詞：岩里祐穂、作曲：古賀友彌、編曲：草野よしひろ
  - テレビアニメ『そらのおとしものf』オープニングテーマ
2. ハートの確率（Main Vocal Saori） [4:16] 
作詞：岩里祐穂、作曲：古賀友彌、編曲：草野よしひろ
  - Webラジオ『そらおと〜ふぉーりん☆らぶ〜』オープニングテーマ
3. 帰るから（Piano Version） [4:42] 
作詞：三浦誠司、作曲：糀谷拓土、編曲：水谷広実
  - テレビアニメ『そらのおとしものf』エンディングテーマ
4. ハートの確率（Instrumental）
5. 帰るから（Instrumental）